# Кирило і Мефодій
Кири́ло і Мефо́дій (Методій) — слов'янські просвітники та проповідники християнства, творці кириличної абетки, перші перекладачі богослужбових книг слов'янською мовою, брати.

## Життя
Кирило (мирське ім'я — Костянтин; близько 827 — 14 лютого 869) і його старший брат Мефодій (мирське ім'я — Михаїл бл. 815 р. — помер між 6 квітня і 19 квітня 885 року) народились у місті Солунь (тепер Салоніки, Греція) в сім'ї воєначальника. За походженням греки.
З 843 року Кирило вчився у Константинополі при дворі візантійського імператора Михайла III, де одним з його вчителів був Фотій. Добре знав слов'янську, грецьку, латинську, іврит і арабську мови. Був патріаршим бібліотекарем, викладав філософію в Константинопольській вищій школі. В 40-60-х роках IX століття брав участь у диспутах з іконоборцями і мусульманами в Сирії. Близько 860 року їздив з дипломатичною місією до хозарів. На шляху до хозарів зупинився в місті Херсонесі, в якому знайшов мощі святого папи Климента (помер у 101). Пізніше брати взяли їх з собою у Велику Моравію і у 867 до Риму.
Мефодій рано вступив на військову службу. Протягом 10 років керував заселеною слов'янами областю Македонії. Був викладачем у Константинопольській вищій школі. Постригшись у ченці, став ігуменом монастиря Поліхрон на березі Мармурового моря. Влітку 863 року Кирило і Мефодій на запрошення князя Ростислава переселились до Велеграду у Моравії, щоб проповідувати християнство. Пізніше Папа Адріан II дав на це дозвіл, а папа Іван VIII підтвердив його.
Перед від'їздом Кирило створив один з перших слов'янських алфавітів (у науці немає єдиного погляду з питання, яку абетку створив Кирило — кирилицю чи глаголицю). Кирило і Мефодій перекладали на церковнослов'янську церковні книги — вибрані місця з Євангелія, Псалтир, Апостольські послання.
За запровадження слов'янської мови в богослужінні були звинувачені в єресі Адалвіном, архієпископом Зальцбургу. У 866 на виклик Папи Римського Адріана II їздили до Риму. Отримали від нього спеціальне послання, в якому їм дозволялося розповсюджувати слов'янські церковні книги й проводити богослужіння слов'янською мовою.
Після приїзду до Риму Кирило помер. Похований у Базиліці Святого Климента у Римі. Мефодій був висвячений на архієпископа Моравії й Панонії, і в 870 році повернувся до Панонії. Внаслідок інтриг німецьких феодалів деякий час перебував в ув'язненні. У 874 році почалося протистояння з новим зальцбурзьким архієпископом Дітмаром I. 878 року Мефодія було викликано на церковний суд у Римі. Втім 879 року папа римський Іван VIII став на бік Мефодія, який 880 року повернувся до Паннонії. Тут боровся проти Віхінга, єпископа Нітру, який надав великоморавському князю Святополку I розпорядження, яким папа римський начебто наказував переслідувати Мефодія. 882 року після загибелі Івана VIII залишив Моравію і Паннонію.
В 882-884 роках жив у Візантії. В середині 884 року повернувся до Моравії, де перекладав Біблію на слов'янську мову.
Імена св. Мефодія та його учнів і брата — св. Костянтина (Кирила) були занесені до «Книги побратимів» (Поминальник) монастиря в Райхенау.

## Спадщина
Кирило і Мефодій заклали основи слов'янської писемності і літератури.
Оригінали творів Кирила і Мефодія не збереглися. Творами Кирила учені вважають «Азбучну молитву», «Пролог до Євангелія» та ін. Мефодія називають автором гімну на честь Дмитра Солунського.

## Пам'ять
Болгарська церква встановила день пам'яті Кирила і Мефодія, який згодом став святом національної освіти й культури. У Болгарії запроваджено орден «Кирило і Мефодій» та Міжнародну премію імені братів Кирила і Мефодія — за визначні праці зі староболгаристики та славістики.
У Словаччині теж святкують день Кирила і Мефодія. Особливо вшановують святих у місті Нітра, де свято Кирила і Мефодія вважається днем міста. У Нітрі встановлено пам'ятник братам.
Ім'я Кирила і Мефодія носила перша українська політична організація в Києві — Кирило-Мефодіївське братство.
Кирилу та Мефодію встановлений пам'ятник на головній площі у місті Мукачево Закарпатської області.
На честь братів названо астероїд 2609 Кирило-Мефодій.

## Шанування
Обидва брати були канонізовані Східною (православною) церквою та названі «рівноапостольними», а також зараховані до святих Західною (католицькою) церквою[джерело?].
У 1980 році Папа Іван Павло II оголосив святих Кирила та Мефодія «покровителями» Європи.
День святих Кирила та Мефодія відзначається католиками й англіканами 14 лютого, православними та католиками східного обряду 11 травня. У Чехії та Словаччині день Святих Кирила (Циріла) та Методія (Методеє), які своїм приходом до Моравії заклали основи майбутньої чеської держави, відзначається 5 липня і є державним святом та вихідним днем.

## Пам'ятники

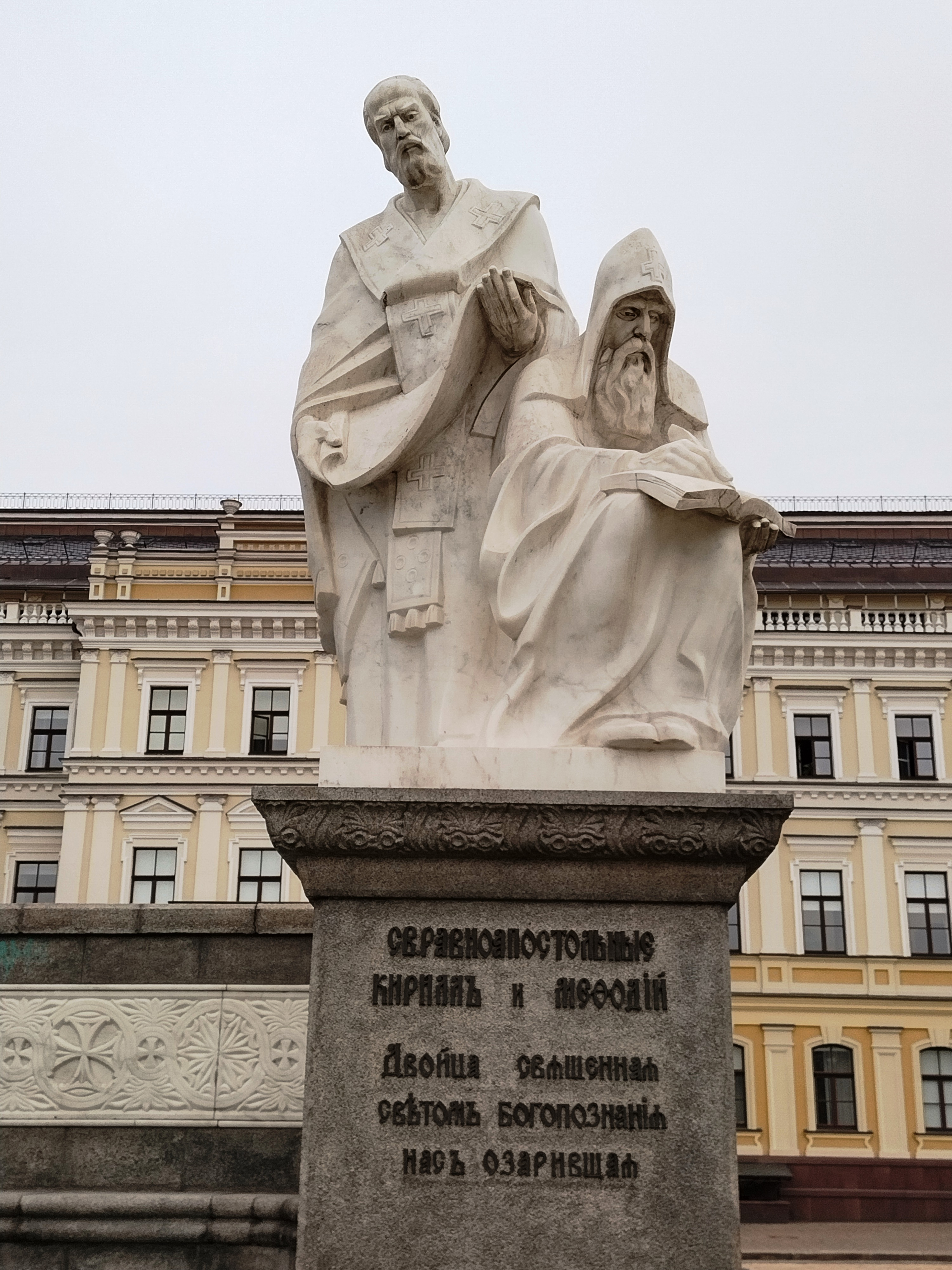
Київ
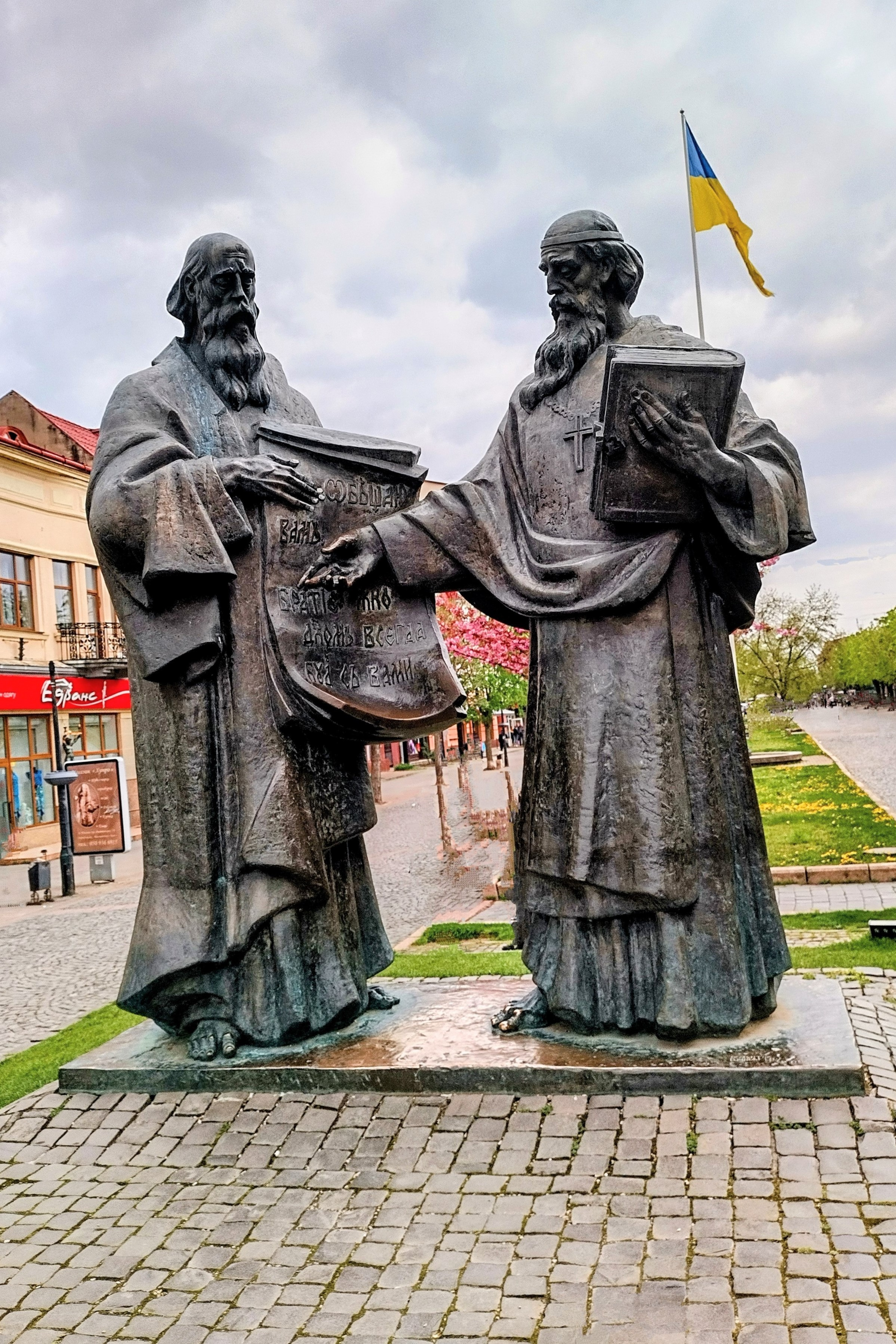
Мукачево
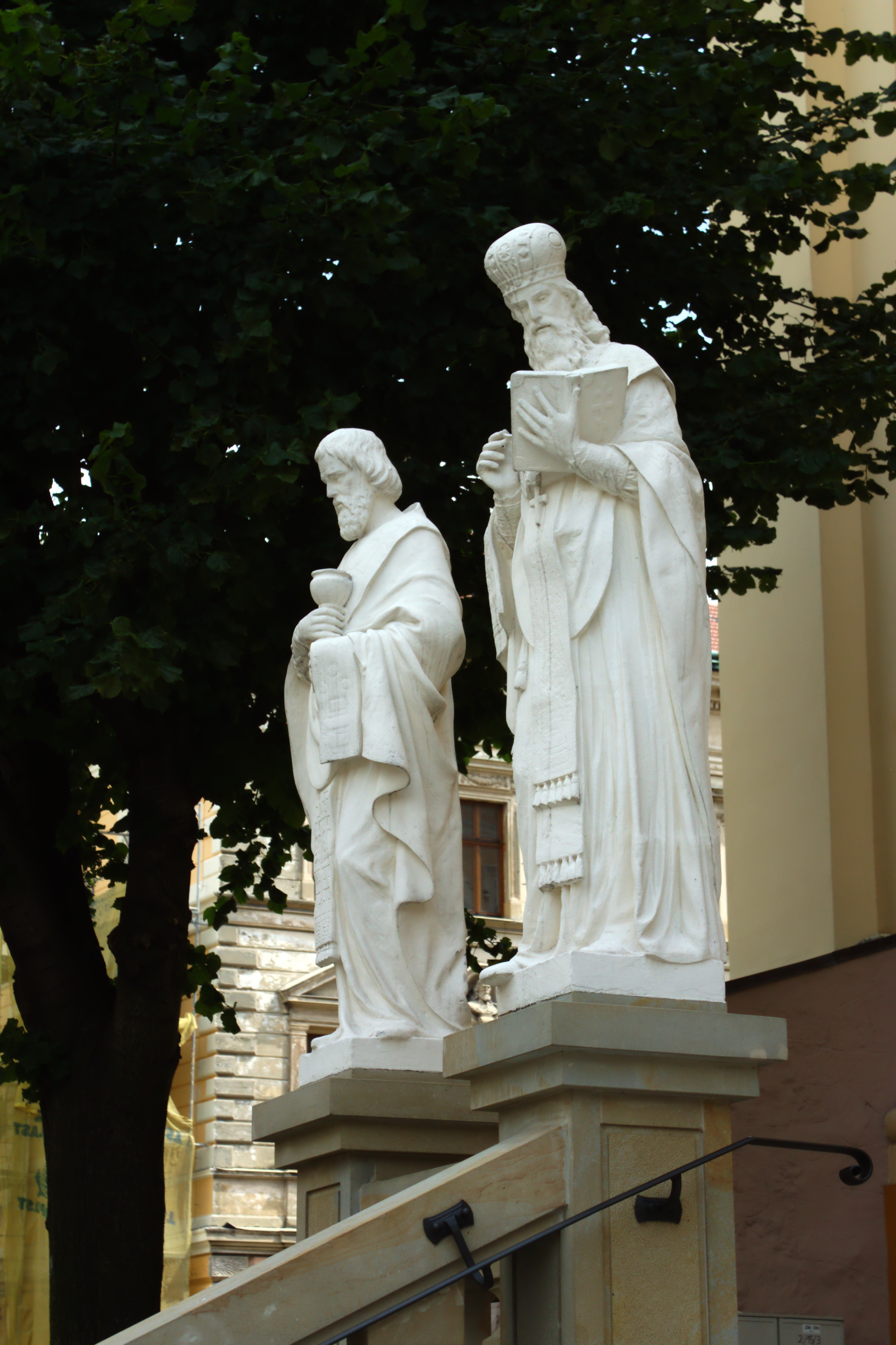
Перемишль
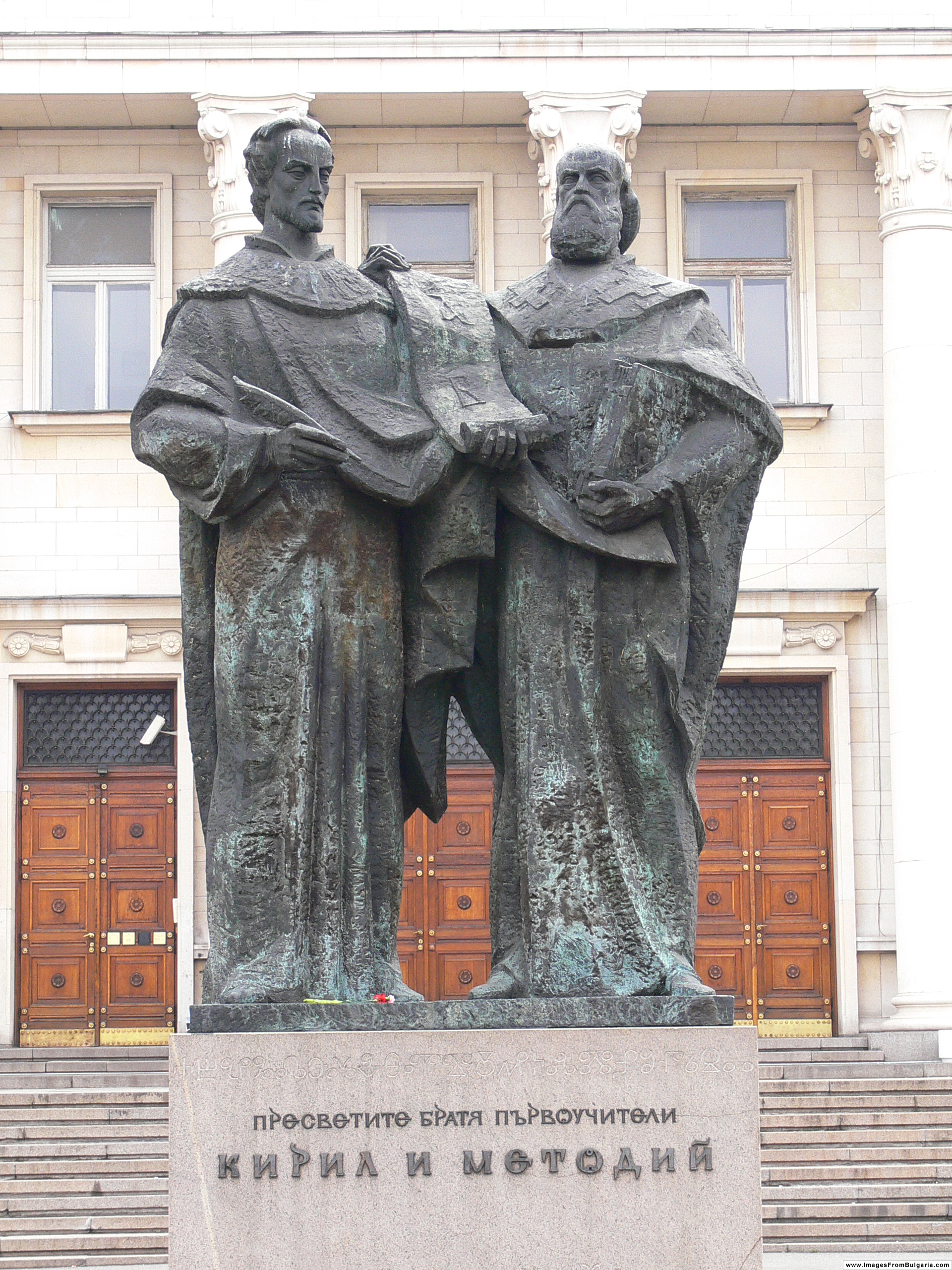
Софія
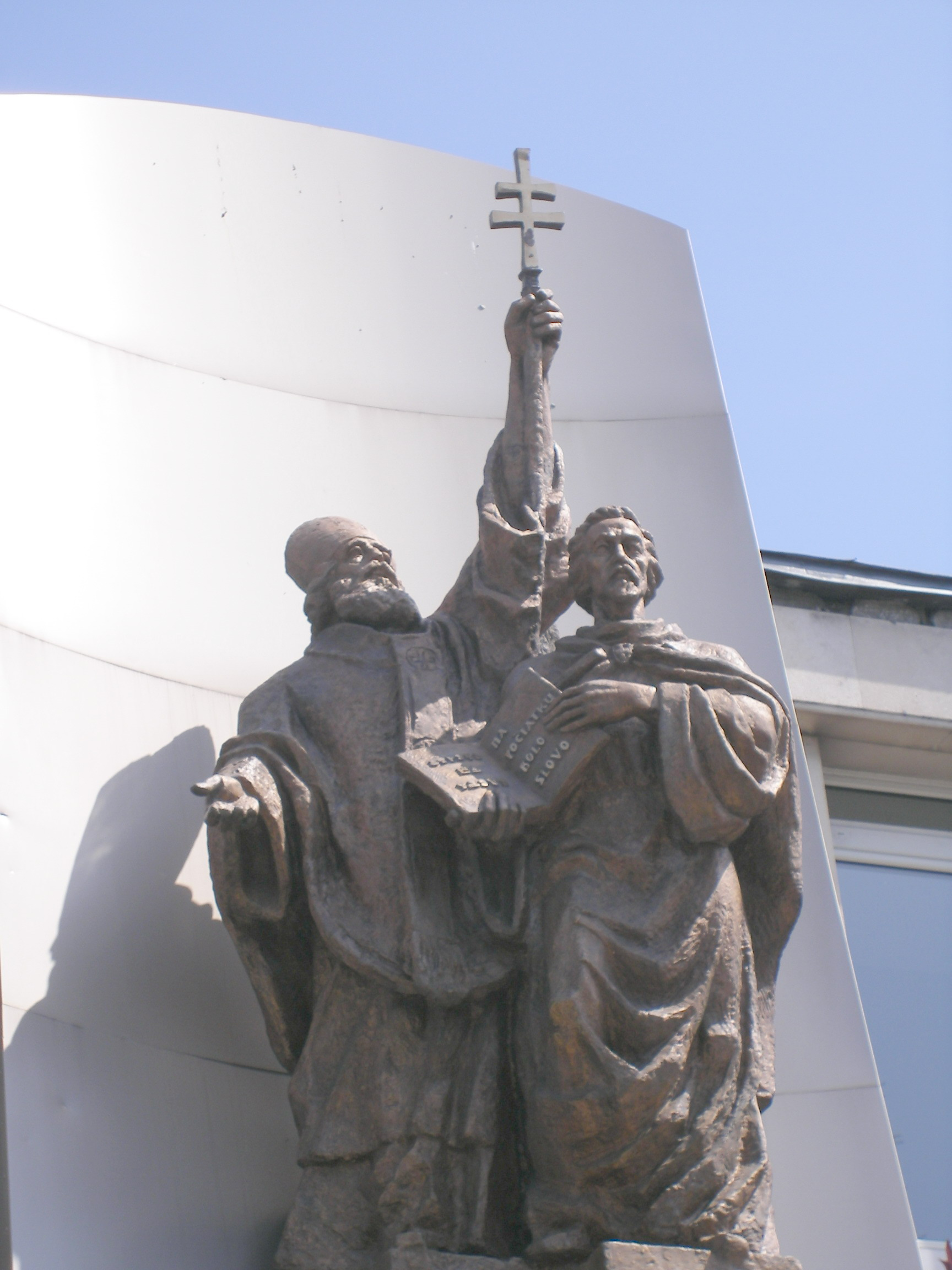
Комарно
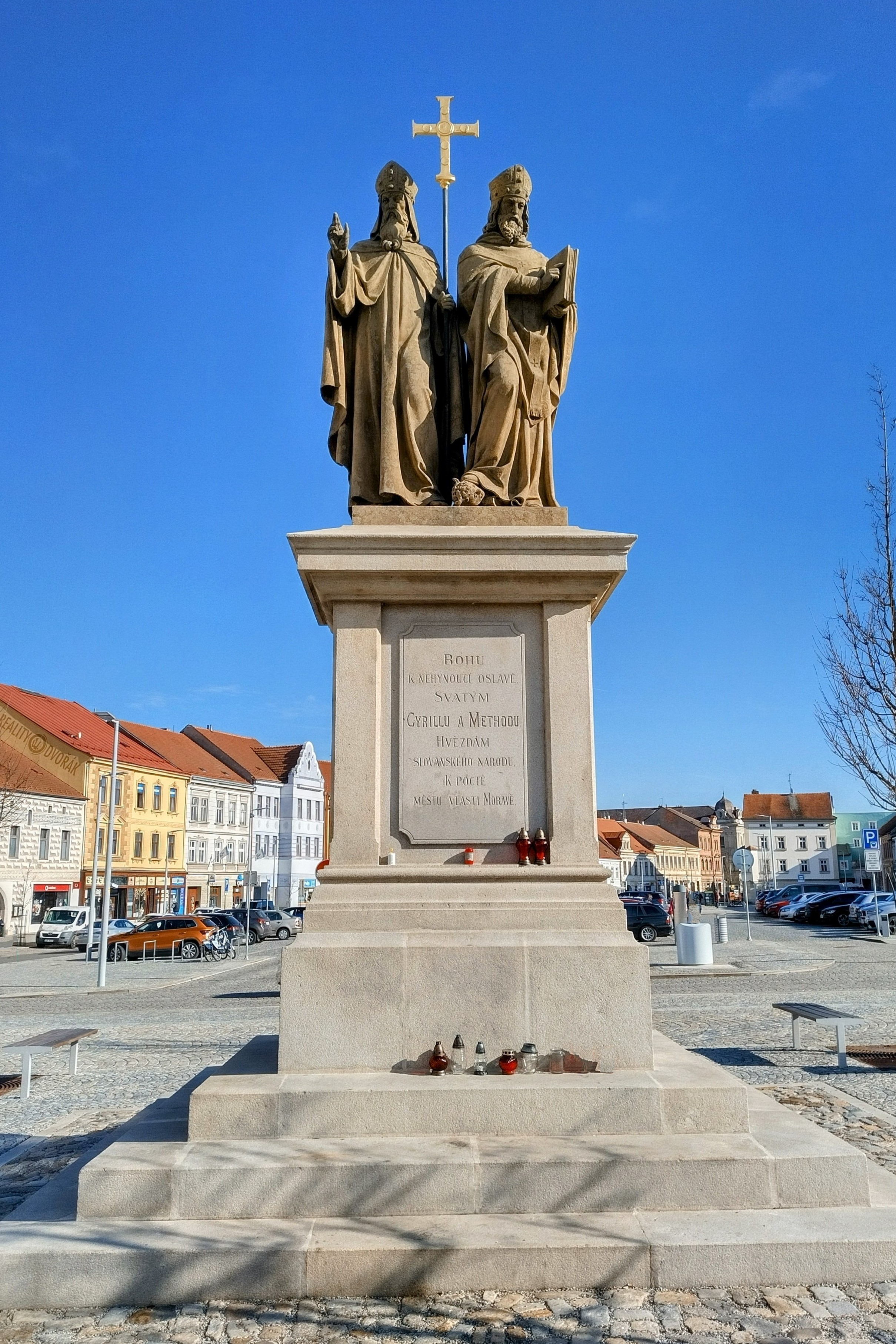
Тршебич

## Учні
- Горазд (святий)